# Elok
Elok is een bestuurslaag in het regentschap Alor van de provincie Oost-Nusa Tenggara, Indonesië. Elok telt 686 inwoners (volkstelling 2010).